# Sari (Iran)
Pour les articles homonymes, voir Sari.
Sari (en persan : سارى) est la capitale de la province de Mazandéran en Iran. Elle est située au nord de la chaîne montagneuse de l'Elbourz et sur la côte sud de la mer Caspienne.
Le nom de la ville dérive de Sarouyeh, fils de Farkhan le Grand, Roi du Tabaristan.

## Histoire
Les fouilles dans les cavernes de Hutto ont montré l'existence de campements autour du site de Sari dès le soixante-dixième millénaire avant Jésus-Christ. L'historien musulman Hamdellah Mostoufi attribue la fondation de Sari au roi Tahmoures Divband de la dynastie des Pichdadiens. La croyance populaire des habitants de Sari veut que la ville fut peuplée environ au IVe millénaire av. J.-C., lorsque Kaveh le forgeron, natif de cette ville, s'est révolté contre la tyrannie de Zahhak. Après ce succès, Fereydun de Pishdadi, en remerciement à Kaveh, choisit cette ville pour vivre près de lui jusqu'à sa mort. Après qu'Īrāj, fils de Fereydun, fut assassiné par Touraj et Salam, il fut enterré à Sari. Espahbod Tous-e Nouzar, fils ainé de Fereydun, est parfois considéré comme le véritable fondateur de la ville. Les recherches des historiens grecs sur Sari remontent au VIe siècle av. J.-C., durant la dynastie des Achéménides, et ils appelèrent la ville Zadrakarta. Celle-ci fut détruite, puis reconstruite par Alexandre de Macédoine durant ses conquêtes. La ville fut rebaptisée Syrinx d'après le nom d'un lieutenant-général d'Alexandre. La ville fut à nouveau une capitale régionale sous les Sassanides.
Au VIIe siècle, Farkhan le Grand l'a reconstruite encore, et l'a appelée Sarouyeh en hommage à son fils dont c'était le nom. C'est à cette époque que la ville prit le nom de Sari et devint la capitale du Tabaristan. La ville fut ensuite détruite puis reconstruite plusieurs fois au cours des siècles suivants après avoir subi les invasions des Mongols et des Turcs.
Shah Abbas Ier, dont la mère était Saravi (habitante de Sari, mais en fait Ashrafi), a intégré le Mazandaran a son empire et a fait de Farahabad la capitale alternative de son empire.
Sari retrouve son heure de gloire quand Agha Mohammad Shah proclame la ville capitale de son empire le 21 mars 1782, à l'occasion de la nouvelle année persane. La capitale des Qajars fut ensuite transférée à Téhéran par Fath Ali Shah car elle se trouvait au beau milieu d'une région où les guerres étaient incessantes.
Le développement le plus notable de la ville a lieu au XXe siècle sous le règne Reza Shah Pahlavi qui la transforme en une gare importante pour le nouvellement construit chemin de fer iranien. C'est de cette époque que datent la plupart des bâtiments de la ville.
Sari est brièvement occupée pendant la Seconde Guerre mondiale par les troupes soviétiques qui la quitteront à la fin de la guerre. Pendant la Guerre Iran-Irak, la ville accueillera des réfugiés de guerre dont la plupart se sont ensuite installés sur place.

## Population et culture

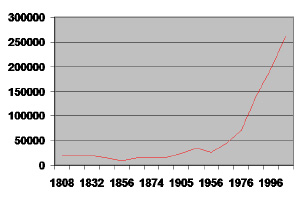
Courbe de population de la ville de Sari.

Les chiffres suivants présentent l'évolution de la population de la ville de Sari depuis 1808. À noter toutefois que la ville étant moins peuplée en été qu'en hiver, ce qui peut expliquer les différences entre les estimations et la réalité.
- évaluation 1808 = 21 000
- évaluation 1827 = 19 000
- évaluation 1832 = 20 000
- évaluation 1850 = 15 000
- évaluation 1856 = 9 000
- évaluation 1872 = 15 500
- évaluation 1874 = 16 000
- évaluation 1883 = 16 100
- évaluation 1905 = 25 000
- évaluation 1923 = 35 000
- recensement 1956 = 26 278
- recensement 1966 = 44 547
- recensement 1976 = 70 753
- recensement 1986 = 141 020
- recensement 1996 = 195 882
- évaluation 2006 = 262 627

## Attractions
Les attractions principales autour de la ville de Sari sont énumérées ci-après :
- Côte de Farah Abad
- Côte de Gohar Baran
- Côte de Darya Kenar
- Côte de Khezer Shahr
- Village touristique Dehkadeh Aramesh
- Parc du fleuve de Tajan
- Parc forestier de Zare
- Parc forestier de Salardareh
- Parc national de Dasht-e Nāz
- Chemin de randonnée de Pol-e Gardan
- Lac Nemashoun
- Lac Lak-Dasht
- Lac Soleyman-Tangeh
- Colline Bam-e Shahr (de cette colline, on peut voir un panorama de la ville)
- Jardin d'Abbass Abad (Behshahr)
- Qor-Maraz (station thermale)

## Personnalités
- Omid Alishah (1992-), footballeur international, né à Sari.
- Ehsan Tabari (1917-1989), intellectuel et théoricien communiste iranien, né à Sari.
- Anousha Nazari (1990-), chanteuse lyrique soprano iranienne, née à Sari.
- Zinat Pirzadeh (1967-), romancière suédoise d'origine iranienne, née à Sari.